# Мухарем Баздуљ
Мухарем Баздуљ (Травник, 19. мај 1977) српски и босанскохерцеговачки је књижевник, преводилац и новинар.

## Биографија
Дипломирао и магистрирао је на Филозофском факултету у Сарајеву енглески језик, енглеску и америчку књижевност. Мајка му је др мед. Нура Баздуљ Хубијар, популарна књижевница, а отац др прим. Салих Баздуљ, обоје награђивани књижевни аутори из Травника.
Књижевне и публицистичке текстове Мухарем Баздуљ објављује у многим часописима и листовима у БиХ, Србији и региону. Књиге су му преведене и објављене на немачком, енглеском и пољском језику, а приче и есеји на још десетак језика.
До 2009. године био је новинар магазина Дани а, до 2012. заменик главног уредника сарајевских дневних новина Ослобођење.
Живи и ради у Србији од 2012. године. Држављанин је Републике Србије.
Након 2016. године више не пише за недељник Време.
Читан је и у Босни и Херцеговини и у Србији. 2014. године постао је добитник две српске новинарске награде: награде листа Данас “Станислав Сташа Маринковић“, која се додељује за новинарску храброст и посебне домете у истраживачком и аналитичком новинарству, као и награде “Богдан Тирнанић“ Удружења новинара Србије, за најбољу колумну или коментар.
Пре тога, 2013. године, добио је и награду Друштва новинара БиХ за „најбољег новинара у категорији тисканих медија”.
До јануара 2018. године објавио је седам романа, пет књига прича, три књиге колумни, две књиге есеја и једну књигу сонета.

### Лични живот
Ожењен је и има једно дете.

## Награде
- Друга књига - награда Сорош фондације, Отвореног друштва БиХ за најбољу књигу прича, 1999.[6]
- Трећа награда за радио-драму Радио Сарајева, 2013.
- Награда Станислав Сташа Маринковић, 2014.
- Награда Богдан Тирнанић, 2014.
- Награде фондације „Биљана Боснић Огњеновић” за репортажу „Кањон Јерме је испред нас” 2021.[7]
- Награда „Владан Десница”, 2024.[8]

## Дела
- One Like a Song (приче)
- Друга књига (приче)
- Концерт (роман)
- Ђаур и Зулејха (роман)
- Послови и дани (есеји)
- Heroes (сонети)
- Транзит, комета, помрачење (роман)
- Чаролија (приче)
- Филигрански плочници
- Сјетва соли (роман)
- Април на Влашићу (роман)
- Мали прозор (роман)
- И други/они су пјевали о рату (есеји)
- Јерес номинализма[9]
- Лутка од марципана (роман)
- Травничко тројство (приче)
- Карловачки мир
- С времена на вријеме
- Последњи мушкарац
- Квадратни корен из живота
- Иво Андрић – Живот у дванаест месеци
- Невидљива дружба (кратки роман)[10]
- Цијели дан киши у Загребу (кратки роман)[11]
- Пробудио сам се у потпуном мраку (кратки роман)[11]
- Лимени лијес за Заимовић Зејну (роман)